# 在フィリピン日本国大使館
在フィリピン日本国大使館（タガログ語: Embahada ng Hapon sa Pilipinas、英語: Embassy of Japan in the Philippines）は、フィリピンのマニラ首都圏パサイにある日本の大使館。在マニラ日本国大使館（タガログ語: Embahada ng Hapon sa Maynila、英語: Embassy of Japan in Manila）とも。

## 沿革
- 1565年、スペインのミゲル・ロペス・デ・レガスピ総司令官がフィリピン遠征隊を率いてセブ島を占領し、セブ島を拠点に植民地支配を開始[1]
- 1571年、レガスピがマニラを占領し[1]、スペインによるフィリピン全体に対する植民地支配が始まる[2]
- 1624年、日本を統治する江戸幕府がスペイン船の来航を禁止してスペインと断交[3]
- 1868年11月12日、明治政府とスペインの間で日西修好通商航海条約が締結され、日本とスペインの国交が樹立[3]
- 1888年11月16日、在マニラ日本帝国領事館の開設が定められ、初代領事に谷田部梅吉が任命される[4]
- 1889年1月25日、谷田部領事により在マニラ日本帝国領事館が開設される[4]
- 1893年11月、在マニラ日本帝国領事館が閉鎖される[4]
- 1896年9月、在マニラ日本帝国領事館が再開される[4]
- 1898年6月12日、フィリピンの革命家エミリオ・アギナルドがスペインからの独立を宣言[2]
- 1898年12月10日、米西戦争でスペインに勝利したアメリカ合衆国がフィリピンの独立を認めず自国による統治（タガログ語版、英語版）を開始したが[2]、マニラの帝国領事館は存続[4]
- 1899年1月、フィリピンの初代大統領に就任したアギナルドがマロロス憲法を公布してフィリピン第一共和国の成立を宣言したが、フィリピンの独立を認めないアメリカ合衆国がフィリピンに対して戦争を仕掛ける
- 1901年4月1日、アギナルド大統領が米軍に降伏し、フィリピン第一共和国が崩壊
- 1919年5月28日、マニラの帝国領事館が在マニラ日本帝国総領事館に昇格[4]
- 1942年1月2日、大日本帝国が在フィリピン米軍を駆逐してマニラを占領[5]
- 1942年1月3日、帝国陸軍第14軍がフィリピン軍政を開始[5]
- 1943年10月14日、ホセ・ラウレル大統領がフィリピンの独立を宣言してフィリピン第二共和国が成立[6]
- 1943年10月14日、日比同盟条約が締結される[7]
- 1943年、在フィリピン日本帝国大使館の開設が定められ、初代大使に村田省蔵が任命される[8]
- 1943年10月15日、日米開戦に伴い閉鎖されていた在マニラ日本帝国総領事館が再開される[9]
- 1945年1月9日、米軍を筆頭とする連合軍がルソン島の奪回を目標とする侵攻を開始し、上陸後、マニラ市民を巻き込んだ市街戦を経て3月に米軍がマニラを占領[10]
- 1945年3月末、ラウレル大統領がフィリピンを脱出。その後は日本の奈良で亡命生活を送る[11]
- 1945年8月15日、第二次世界大戦の敗戦により大日本帝国が崩壊[12]、この時までにマニラの帝国大使館と帝国総領事館も閉鎖されている
- 1945年8月17日、ラウレル大統領がフィリピン第二共和国の解散を宣言[11]
- 1946年7月4日、マニュエル・ロハス大統領がフィリピンの独立を宣言してフィリピン第三共和国（英語版）が成立
- 1952年4月12日、来たる日本国の独立に先駆けて「在外公館の名称及び位置を定める法律」が制定され、マニラに在フィリピン日本国大使館を設置することが定められる[13]
- 1952年4月28日、サンフランシスコ平和条約の発効により日本国が独立、フィリピンも同条約締結国のうちの一国[14]
- 1956年7月23日、日本国とフィリピン共和国との間の賠償協定（日比賠償協定）が発効したことにより、日本とフィリピンの国交が再開され[15]、マニラの日本国大使館がフィリピンで正式に承認される
- 1960年1月8日、大使館と並立して在マニラ日本国総領事館を開設することが定められる[16]
- 2011年4月27日、それまで領事業務を扱っていた在マニラ日本国総領事館が閉鎖され、大使館が領事業務を引き継ぐ形で総領事館を吸収する[17]

## 住所
- 所在地: 2627 Roxas Blvd., Pasay City, Metro Manila 1300[18]
- 私書箱: P.O. Box 414, Pasay Central Office, Pasay City, Metro Manila[18]